# Idioma pericú
El idioma pericú es una lengua extinta no clasificada hablada por la etnia Pericú que vivía en el extremo sur del actual estado de Baja California Sur, México. Misioneros jesuitas reconocieron que las diferencia con el idioma guaicura, hablado inmediatamente al norte. Se hablaba en la zona montañosa alrededor de la misión de San José del Cabo, en la costa sureste desde Santiago a La Paz, y en las islas frente a la costa este hasta el norte de la Isla San José.
Los registros de esta lengua datan de misioneros católicos, navegantes y exploradores del siglo XVII, conservándose poca información para la actualidad. Solo se conoce pocos elementos léxicos del pericú. El idioma constituía una familia lingüística, cuya única variante podría ser la de los pericúes isleños.

## Clasificación
Massey (1949) sugirió una conexión con el guaicura (o Waikuri). Sin embargo, con el beneficio de varias décadas de investigaciones posteriores, Laylander (1997) y Zamponi (2004) concluyeron que las lenguas no estaban relacionados. Ambos grupos poseían características físicas que los diferencian de la mayoría de los nativos americanos, lo cual concuerda con la teoría de que fue una lengua aislada.

## Topónimos
Algunos topónimos de origen pericú se mantienen:
- Aiñiní: localización de la Misión Santiago de Los Coras.
- Anicá: un asentamiento pericú.
- Añuití: la ubicación de la Misión San José del Cabo (cercano a San José del Cabo)
- Caduaño: ubicado en el actual Los Cabos; significa 'Cañada (más pequeño que un arroyo) Verde'.
- Calluco
- Cunimniici: un grupo montañoso.
- Eguí
- Marinó: las Montañas Santa Ana
- Purum: un grupo montañoso y asentamiento pericú.
- Yeneca: un asentamiento pericú.
- Yenecamú: Cabo San Lucas.